# Bizerte
Bizerte ou Banzart (arabe : بنزرت  /bɪnzɑrt/) est une ville du Nord de la Tunisie située entre la mer Méditerranée et le lac de Bizerte. Elle est le chef-lieu d'un gouvernorat peuplé de plus d'un demi-million d'habitants. La ville compte 136 917 habitants en 2014.

## Géographie

### Localisation

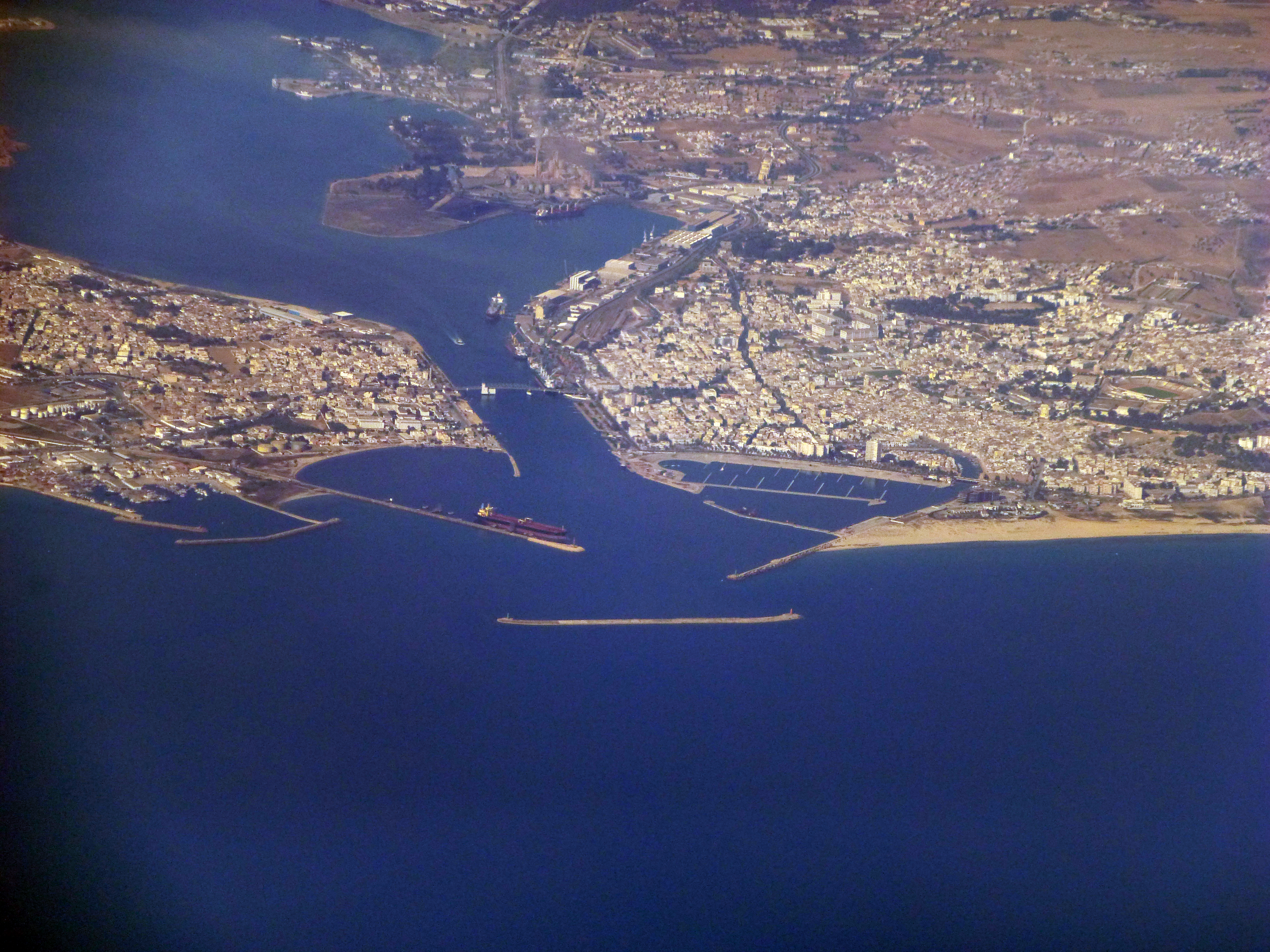
Vue aérienne de Bizerte en 2012.

Elle se trouve à une soixantaine de kilomètres au nord-ouest de Tunis, la capitale du pays, et à cinq kilomètres du cap Blanc, la pointe septentrionale de l'Afrique. La ville se situe à la pointe sud-est d'un isthme sur la rive nord du canal de Bizerte reliant la mer au lac de Bizerte. Elle est reliée au reste de son aire urbaine située sur la rive sud du canal, formé par la localité de Zarzouna et les villes de Menzel Jemil et Menzel Abderrahmane, par un pont mobile qui débouche directement sur la RN8 menant à Tunis. Elle est située à une altitude de 33 mètres.
Outre la RN8, la ville de Bizerte est reliée à Tunis par l'autoroute A4, ce qui la met à 45 minutes environ de l'aéroport international de Tunis-Carthage. Elle est le chef-lieu d'un gouvernorat qui regroupe aussi les villes de Menzel Bourguiba à vingt kilomètres, Mateur à 38 kilomètres à l'ouest de Bizerte sur l'axe menant à Tabarka et à la frontière tuniso-algérienne et Sejnane à 67 kilomètres ; il en est de même des regroupements urbains autour d'Utique (32 kilomètres) et des villes de Ras Jebel (36 kilomètres) et El Alia (19 kilomètres) sur l'axe sud menant à Tunis.

### Climat
Bizerte bénéficie d’un climat méditerranéen, caractérisé par des hivers doux et humides et des étés chauds et secs. Située en bordure de la mer Méditerranée, la ville est influencée par des conditions maritimes qui modèrent les variations climatiques saisonnières.
| Mois                                | jan. | fév. | mars | avril | mai  | juin | jui. | août | sep. | oct. | nov. | déc. | année |
| ----------------------------------- | ---- | ---- | ---- | ----- | ---- | ---- | ---- | ---- | ---- | ---- | ---- | ---- | ----- |
| Température minimale moyenne (°C)   | 6,9  | 7    | 7,7  | 9,7   | 12,6 | 16,4 | 19,1 | 20,1 | 18,3 | 14,8 | 10,7 | 8    | 12,6  |
| Température maximale moyenne (°C)   | 15,3 | 15,8 | 17,2 | 19,6  | 23,7 | 27,7 | 31,3 | 31,6 | 29   | 24,8 | 19,9 | 16,3 | 19,8  |
| Précipitations (mm)                 | 92   | 85   | 59   | 45    | 27   | 10   | 2    | 5    | 31   | 84   | 84   | 102  | 626   |
| Nombre de jours avec précipitations | 14   | 13   | 13   | 11    | 7    | 4    | 1    | 2    | 7    | 11   | 13   | 15   | 111   |

| Diagramme climatique                                  |         |           |           |            |            |           |           |          |            |            |          |
| J                                                     | F       | M         | A         | M          | J          | J         | A         | S        | O          | N          | D        |
| 15,36,992                                             | 15,8785 | 17,27,759 | 19,69,745 | 23,712,627 | 27,716,410 | 31,319,12 | 31,620,15 | 2918,331 | 24,814,884 | 19,910,784 | 16,38102 |
| Moyennes : • Temp. maxi et mini °C • Précipitation mm |         |           |           |            |            |           |           |          |            |            |          |

### Arrondissements
La ville de Bizerte est composée de quatre arrondissements : Médina, Aïn Mariem, Zarzouna et Hached.

## Histoire

### Antiquité
Comptoir fondé aux environs de 1100 av. J.-C. par les Phéniciens sous le nom d'A'Kra, la ville passe sous l'influence de Carthage après la défaite d'Agathocle de Syracuse. Elle est ensuite occupée par les Romains sous le nom d'Hippo, Hippo Accra, Hippo Diarrhytus ou Diaritus ou encore Zaritus (Hippo-Zaryte dans le roman Salammbô de Gustave Flaubert). Pline l'Ancien la mentionne dans son Histoire naturelle sous le nom latin d'Hippo Dirutus, qu'il présente comme une déformation de l'adjectif grec diarrhutos qui signifie « traversé par des eaux courantes ».
La conquête d'Hippo-Diarrhytos par les Romains efface d'un trait neuf siècles d'histoire punique. Démantelée, la ville voit son territoire passer sous la coupe d'Utique qui prend le parti de Rome. Il faudra longtemps pour qu'une nouvelle ville romaine s'érige à la place du site punique d'Hippo Diarrhytus. Sous l'Empire romain, Hippo entretient des relations maritimes suivies avec Ostie et Rome, comme en témoigne une mosaïque décorant sa représentation commerciale dans la place des Corporations. Dès le Ve siècle, la ville et le territoire, sous l'action dynamique d'Augustin d'Hippone et l'impulsion de quelques évêques, les grands propriétaires terriens et l'aristocratie se rallient au christianisme.
Son nom arabe, Banzart, dérive d'une déformation phonétique de son nom antique.

### Moyen Âge et époque moderne
La ville est ensuite conquise par les armées arabes qui l'islamisent. À partir de 1050, le déferlement des tribus hilaliennes provoque l'effondrement de l'État ziride et le pays éclate en une multitude de petites principautés indépendantes. Bizerte n'échappe pas à la tentation séparatiste. La restauration de l'autorité des Almohades annonce une nouvelle rupture : quelque vingt ans plus tard, l'Ifriqiya accède au statut de province autonome et voit émerger la dynastie hafside.

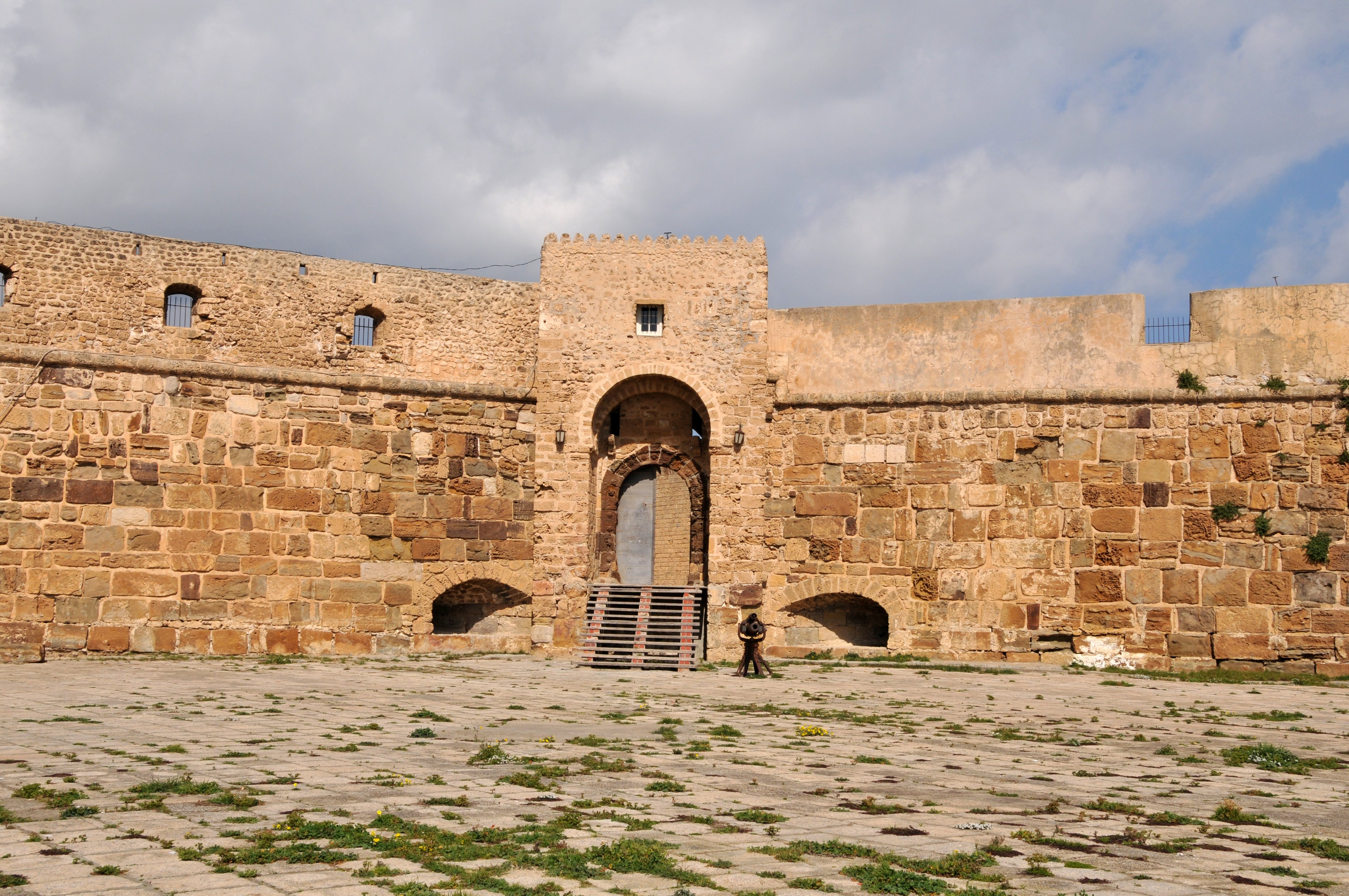
Entrée du fort de Bizerte construit au XVIe siècle.

En 1535, les troupes de Charles Quint prennent la ville, mais les Ottomans les chassent en 1574. Elle connaît alors, grâce à son port, sa première grande période de prospérité. C'est alors une base de course associée à Tunis. En réaction, la ville subit le bombardement de la marine du roi de France en 1681. Les 4 et 5 juillet 1770, l'escadre du comte de Broves bombarde à nouveau la ville et détruit les installations du port. En 1784 et 1785, ce furent les Vénitiens qui bombardent la ville et le port avec des bombes incendiaires.
L'abolition de la piraterie en 1818 aurait pu porter un coup fatal à Bizerte mais le lac, dans lequel se reproduisent dorades, soles, mulets, loups et pageots si faciles à piéger quand ils regagnent la mer en empruntant le chenal qui traverse la ville, compense pendant quelques années ces pertes de revenus. Les Bizertins deviennent donc pêcheurs et c'est par centaines de tonnes que le poisson est exporté chaque année vers Tunis, l'Italie et la France.
En 1786, un décret beylical accorde à la France les droits exclusifs de la pêche du corail mais les contrebandiers suivent aussitôt. Génois, Catalans, Vénitiens, Siciliens, Pisans, Corses, ils fondent nombre d'entrepôts et de commerces dans l'îlot de R'baâ mais ne mettent qu'une cinquantaine d'années à détruire les massifs de corail. En 1850, ils ne sont plus que 2 000.

### Protectorat français
La France obtient l'autorisation de conquérir la régence lors du traité de Berlin en 1878. Les navires de la marine française entrent dans le vieux port de Bizerte durant la campagne de Tunisie en mai 1881 mais, le 18 mars 1884, ils le quittent à la suite de pressions diplomatiques des Britanniques qui voient d'un mauvais œil la création d'une base militaire maritime à 250 milles de Malte.

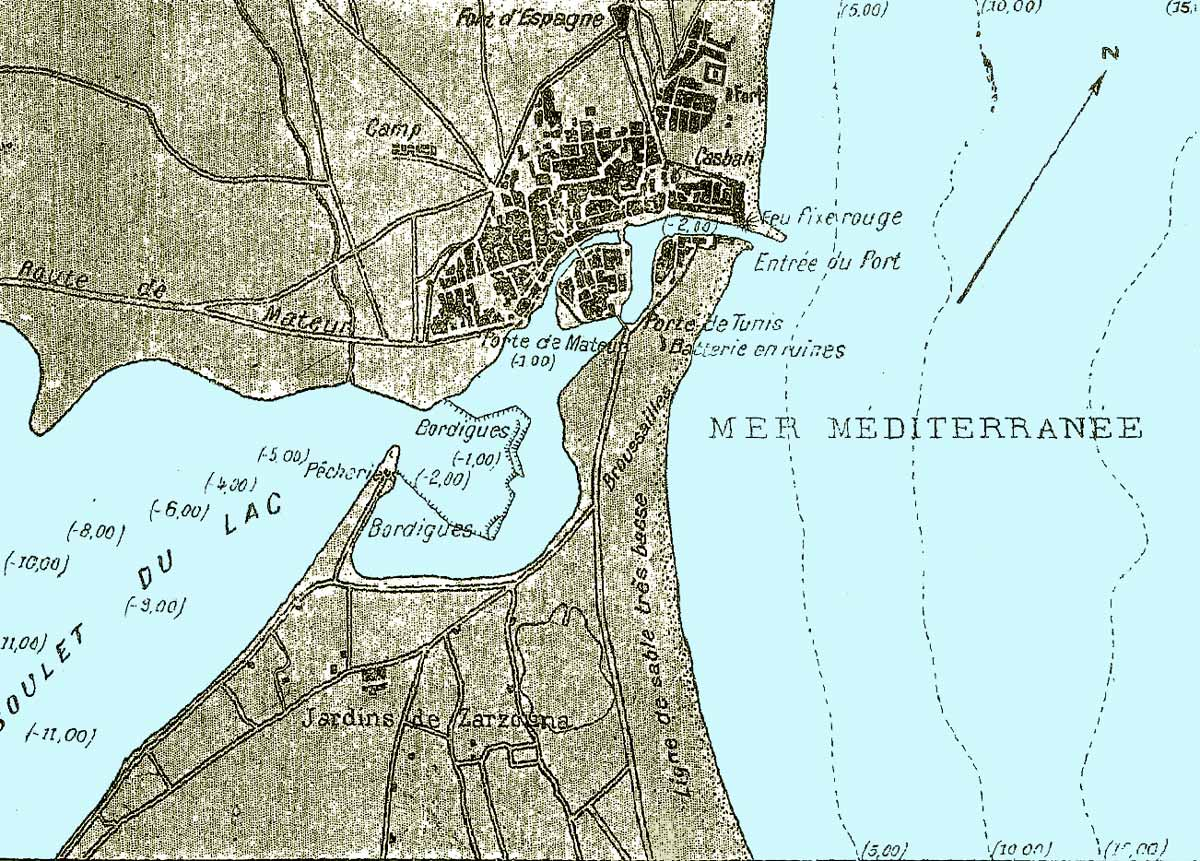
Plan de Bizerte en 1890.

La France entreprend très tôt, en 1886, la construction d'un grand port du fait du rôle stratégique de la ville sur le canal de Sicile avec le creusement du chenal qui n'est achevé qu'en 1892 ; ce canal est creusé pour relier la mer Méditerranée au lac de Bizerte où est aménagée une rade. L'aménagement du port s'accélère notamment sous l'impulsion de l'amiral Gustave Besnard (ministre de la Marine) et du capitaine de vaisseau Joseph-Henri Merleaux-Ponty dans les années 1897-1898, avec la montée de la tension entre la France et le Royaume-Uni pendant la crise de Fachoda. À une vingtaine de kilomètres plus au sud, de l'autre côté du lac, est fondée la cité de Ferryville, appelée de nos jours Menzel Bourguiba ainsi que l'arsenal de la marine de guerre française dit de Sidi-Abdallah. Sous le protectorat français, la ville croît rapidement : la municipalité de Bizerte est créée par le décret du 16 juillet 1884. En 1898, un pont transbordeur est édifié sur le canal pour joindre la ville à la rive sud du canal ; il reste en service jusqu'en 1909.
En décembre 1920, le gouvernement français autorise la flotte de l'Armée blanche de l'Armée des volontaires, dernier vestige de la flotte de la mer Noire de la marine impériale russe, à se réfugier à Bizerte. Les réfugiés russes sont répartis dans différents camps militaires français proches de Bizerte, Nador (ancien camp de prisonniers), Sfayat, Djebel Kébir pour les élèves de l’école navale, Djebel Djelloul, Tabarka, Aïn Drahim, Saint-Jean, Roumi et Chreck ben Chabane. Le dernier navire, le cuirassé Général-Alekseïev, est vendu à un démolisseur en 1935. L'église Saint-Alexandre-Nevski de Bizerte, toujours en service, témoigne de cette époque.
En mars 1939, le reliquat de la marine républicaine espagnole commandée par l'amiral Miguel Buiza Fernández Palacios est autorisée à pénétrer dans la rade de Bizerte par le gouvernement français. Elle compte trois croiseurs, sept contre-torpilleurs et un sous-marin et transporte 4 300 personnes.

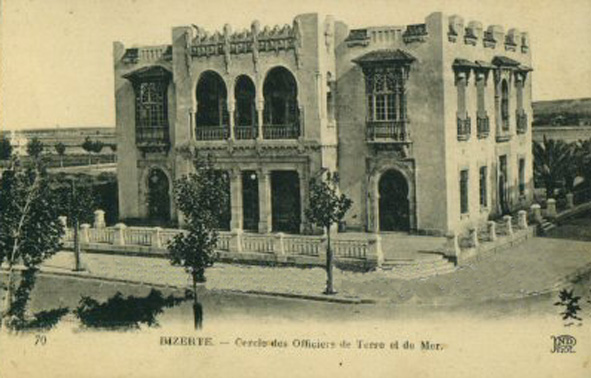
Cercle des officiers de terre et de mer de Bizerte vers 1900.
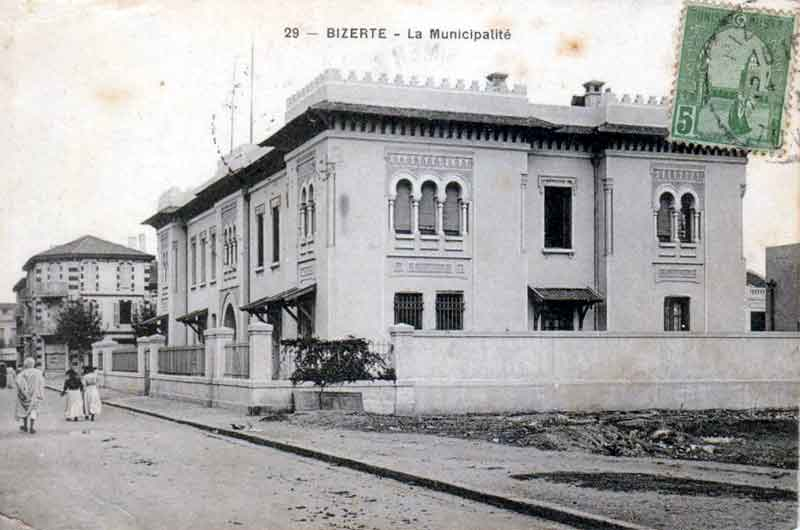
Vue de la municipalité de Bizerte au début du XXe siècle.
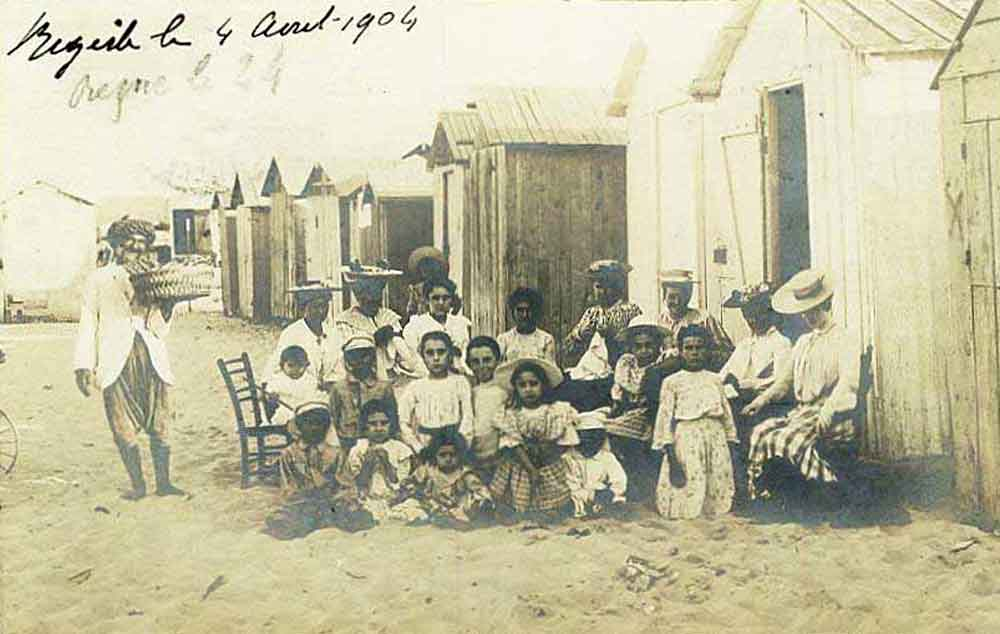
Plagistes et un marchand de glibettes, 1904.
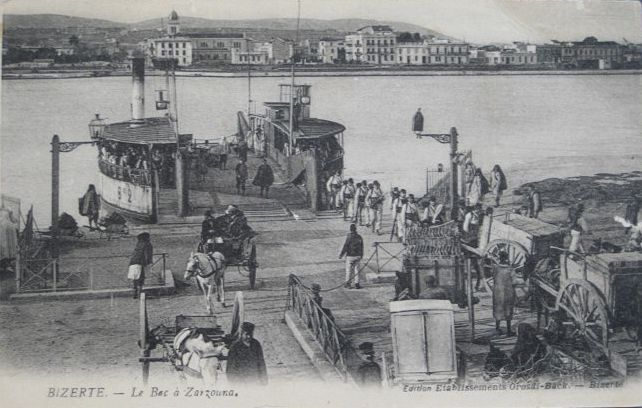
Bac de Bizerte accostant à Zarzouna, 1910.
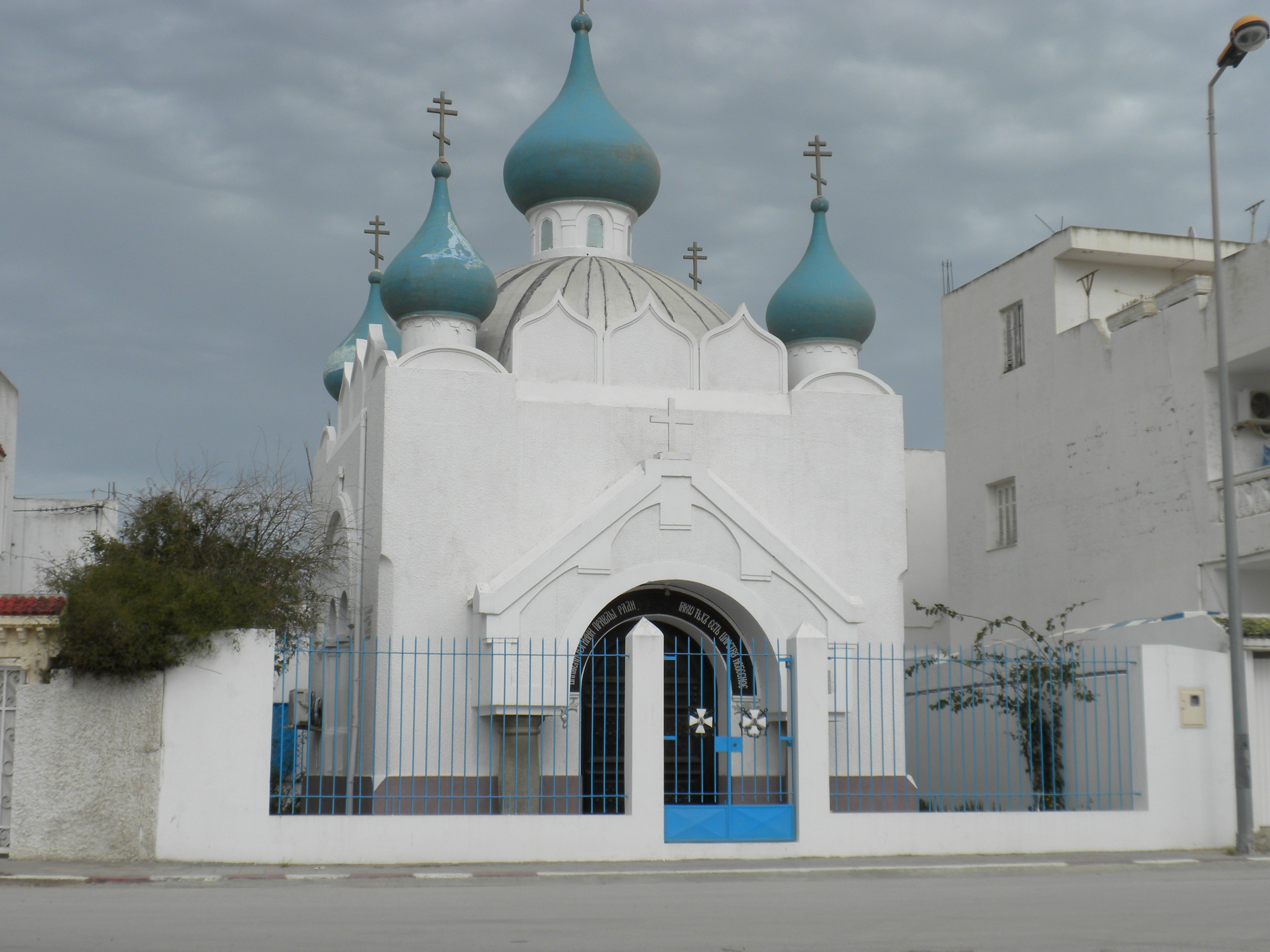
Vue de l'église orthodoxe Saint-Alexandre-Nevski de Bizerte.
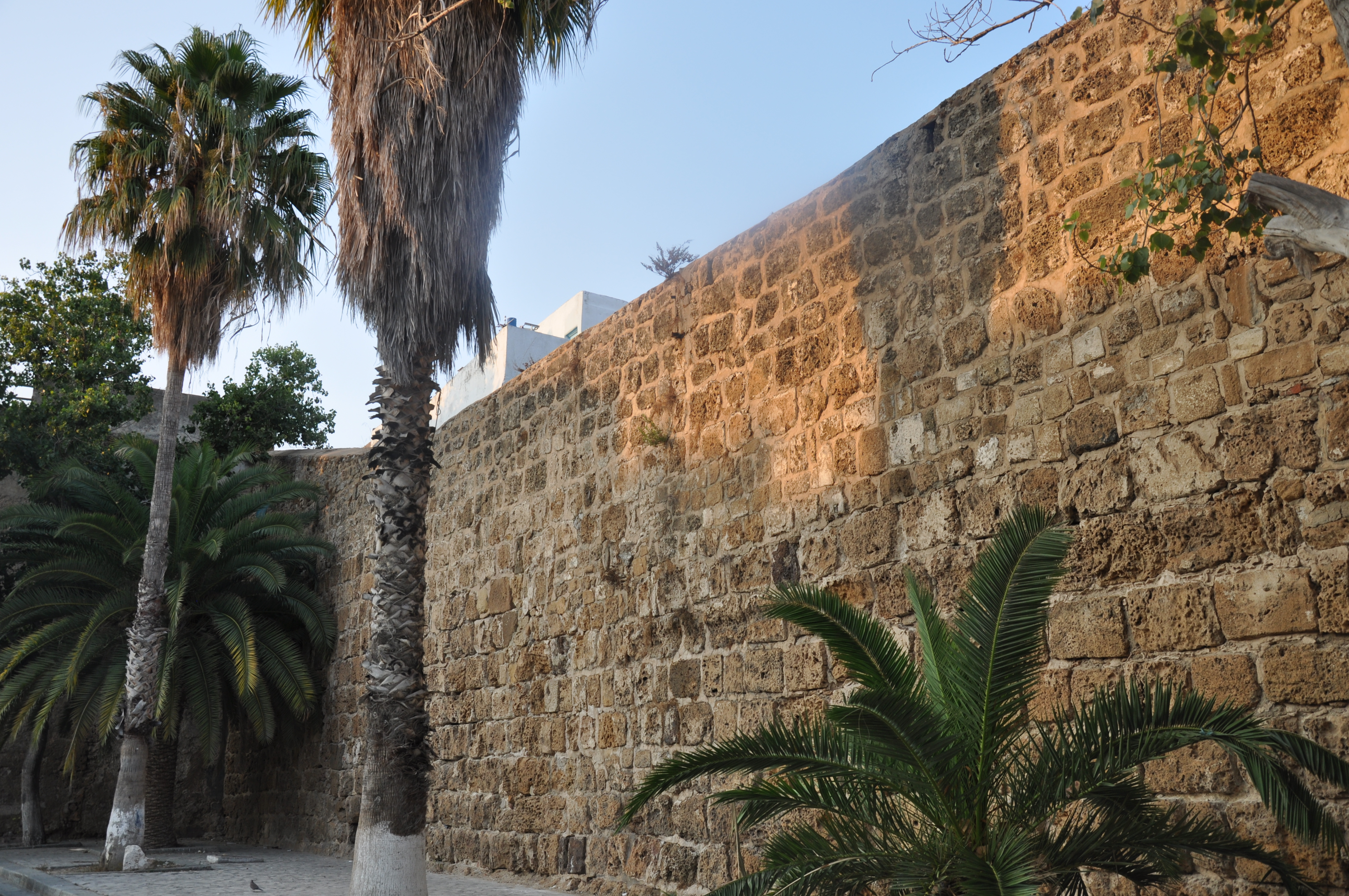
Murs de la médina de Bizerte.

#### Résistance au colonialisme

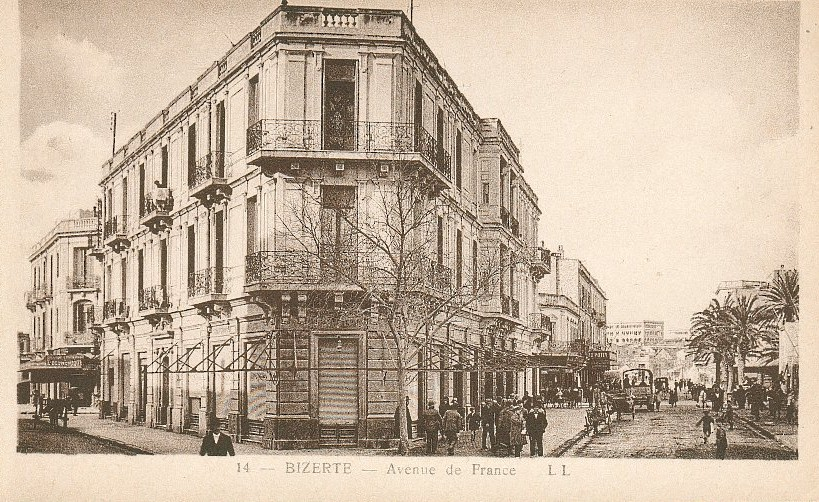
Vue de l'avenue de France.

En dépit de relations souvent pacifiques entre les communautés européenne et musulmane, la ville de Bizerte a été un haut lieu de la résistance au colonialisme. À la fin de 1921, une première cellule du parti nationaliste du Destour est inaugurée dans la médina de Bizerte majoritairement peuplée de musulmans. Les premiers groupes de nationalistes locaux s'organisent à travers le parti et les syndicats autonomes de la Confédération générale des travailleurs tunisiens. En 1924, des heurts éclatent dans le cadre de conflits ouvriers : les émeutes dégénèrent à deux occasions en affrontements.
En décembre 1932, le mufti de Bizerte, le cheikh Idriss Cherif, promulgue une fatwa déclarant que les Tunisiens naturalisés français sont considérés comme des apostats et ne peuvent être enterrés dans un cimetière musulman. Cette fatwa est un élément clé de la contestation des naturalisations qui constitue l'une des revendications principales des nationalistes tunisiens dans les années 1930.
Le 31 décembre 1932, des incidents ont lieu à la suite du décès d'un habitant musulman de la ville naturalisé français. Les groupes de Tunisiens se présentent autour du cimetière musulman pour empêcher l'inhumation du défunt dont la famille décide finalement de procéder à l'enterrement dans le cimetière européen. Le jour même, un naturalisé spahi veut enterrer son fils mort jeune dans le cimetière musulman, ce à quoi les habitants s'opposent également. La situation dégénère en affrontements avec intervention sans gravité des forces de l'ordre ; l'enterrement a finalement lieu.
Le 8 janvier 1938, une manifestation quitte la cellule destourienne de la médina pour protester contre la déportation du leader local du parti, Hassan Nouri. À son arrivée dans la ville européenne, elle est prise à partie par les forces de l'ordre qui ouvrent le feu en faisant six morts parmi les manifestants, dont Salah Ben Ali, et une trentaine de blessés. Les meneurs dont Habib Bougatfa sont ensuite arrêtés.
Le 13 janvier 1952, c'est lors d'un meeting populaire à Bizerte que Habib Bourguiba lance l'appel à la lutte armée afin d'accéder à l'indépendance. Cet appel lui vaut d'être arrêté avec d'autres chefs nationalistes le 18 janvier, prélude au congrès clandestin du Néo-Destour proclamant la lutte armée pour l'indépendance.

#### Seconde Guerre mondiale

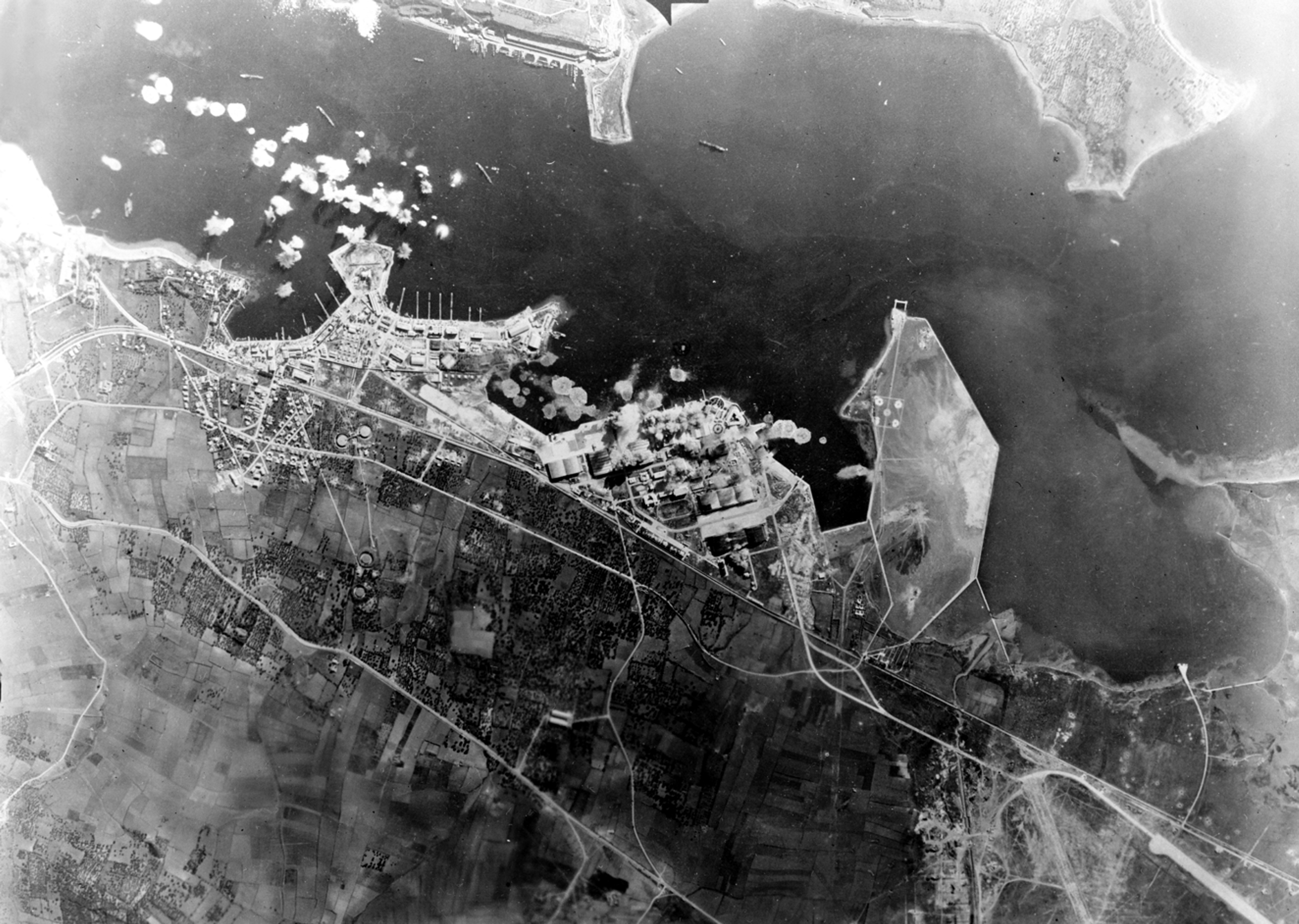
Bombardement de la ville par des Boeing B-17 Flying Fortress en janvier 1943.

Lors du déclenchement de la Seconde Guerre mondiale, Bizerte est l'un des plus importants ports militaires de la Méditerranée. La base aéronavale couvre alors une superficie de 300 km2 et comporte un complexe opérationnel composé de l'amirauté, d'un abri pour les torpilleurs et les sous-marins, d'une base d'aviation maritime (Kharrouba), d'une base d'aviation terrestre (Sidi Ahmed) ainsi que des postes de détection sur les hauteurs de la ville sans oublier l'arsenal et l'hôpital maritime de Sidi Abdallah. Cette infrastructure et l'emplacement stratégique de la base n'ont pas manqué d'éveiller l'intérêt des forces de l'Axe.
À la suite de l'opération Torch, l'amiral Derrien, alors commandant en chef du camp retranché autonome de Bizerte, qui avait initialement invité ses hommes à rejoindre les forces alliés, doit accepter le 7 décembre 1942 de mettre la base à disposition des forces de l'Axe après avoir reçu un ultimatum de trois heures de la part des Allemands. Cette décision prise en partie sous l'influence de Jean-Pierre Esteva, résident général de France en Tunisie aux ordres du régime de Vichy, aurait été aussi motivée par la volonté de protéger les infrastructures militaires et civiles de la ville. Les Alliés en font alors une cible privilégiée de leurs bombardements qui détruisent beaucoup plus d'objectifs civils que militaires : alors que le port commandé par Lilienhoff-Zwowitzky est relativement épargné, la ville européenne est détruite à 77 % et les habitants la fuient pour se réfugier tant à Ferryville et Tunis que dans les villages alentour.
Déclarée ville interdite, sa prise par les Alliés s'est faite après d'âpres combats au sol. Les Alliés la reprennent le 7 mai 1943, notamment avec la participation de la 2e DB des Forces françaises libres du général Leclerc. Le témoignage du docteur Angelo Hesnard, médecin général responsable des services de santé de la Marine, rend compte de l'ampleur des ravages subis par la ville et la population, notamment en raison d'une épidémie de typhus qui touche la périphérie de la ville dans le sillage de la guerre. L'interdiction de résider dans la ville se poursuit après les hostilités et, Bizerte devenant un champ de récupération de produits de construction, elle subit de nuit le pillage des matériaux utiles (tuiles, portes, fenêtres et tuyaux), doublant le nombre des immeubles rendus inutilisables par la guerre. Devant ces ravages, l'éventualité de déplacer la ville sur un terrain nouveau sur la rive sud du canal est envisagée. Une ville nouvelle appelée provisoirement « cité ouvrière » est ainsi bâtie à Zarzouna au printemps 1944. Cependant, les difficultés de financement et la réticence de la population européenne de la ville à s'y installer empêchent la réalisation du projet. La ville est donc reconstruite durant l'après-guerre sur le même site. Dans le cadre de la reconstruction, l'armée américaine édifie une tour de treize étages faisant office de QG pour ses forces sur le front de mer de la ville.

### Tunisie indépendante

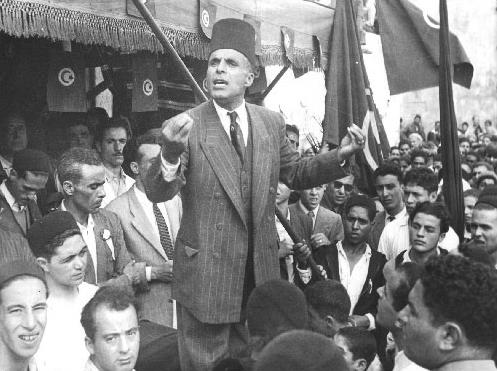
Habib Bourguiba à Bizerte, 1952.

Malgré l'indépendance accordée à la Tunisie en 1956, la France conserve la base de Bizerte jusqu'au 15 octobre 1963, ce qui entraîne de nombreuses tensions entre la Tunisie de Habib Bourguiba et la France de Charles de Gaulle qui atteignent leur paroxysme lors de la crise de Bizerte.
À la suite des tensions entre la jeune Tunisie indépendante et la France sur le délai de l'évacuation de la base aéronavale de Bizerte, des manifestations organisées par le pouvoir tunisien devant le portail de la caserne de Sidi Ahmed se transforment en batailles rangées. Du 19 au 22 juillet 1961, la bataille fait rage dans la ville ; les militaires français seront accusés par les autorités tunisiennes d'avoir utilisé du napalm, sans que cela ne soit pourtant démontré. Preuve de la violence de l'épreuve de force, les événements de Bizerte font officiellement de 24 à 27 morts et une centaine de blessés du côté des soldats français contre 630 à 632 morts côté tunisien (dont la moitié seulement appartiennent à l'armée régulière) et environ 1 500 blessés. Selon le Croissant rouge tunisien, la bataille aurait fait plus de 5 000 morts.

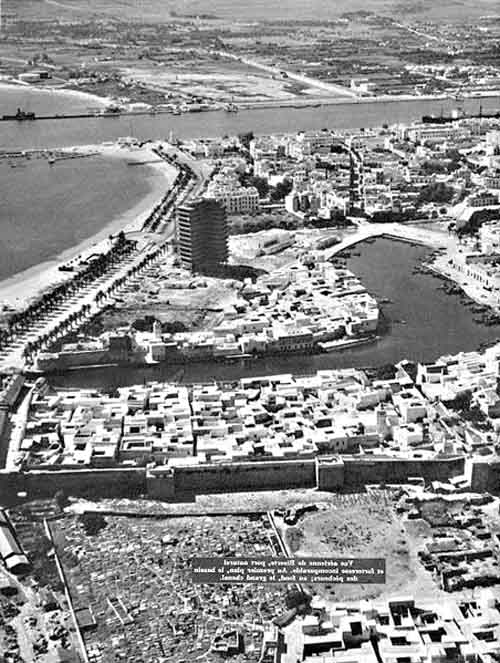
Vue aérienne de Bizerte en 1959.

L'implication de plusieurs individus originaires de la ville dans le complot du 25 décembre 1962 contre Bourguiba aurait été motivée par leur insatisfaction à l'égard de la manière dont il avait géré la crise.

## Démographie

### Statistiques
La municipalité compte une population de 136 917 habitants au terme du recensement de 2014 mais on peut estimer la population de son agglomération, comprenant également Menzel Jemil et Menzel Abderrahmane, à environ 180 000 habitants.

### Origines
Les Bizertins sont les descendants d'immigrés arabes et berbères d'Algérie, fuyant les années de sécheresse de la fin du XIXe siècle, de musulmans d'Andalousie, de Slaves musulmans de l'Empire ottoman, de Siciliens, de Corses, de Sardes, de Maltais et de Russes blancs installés à Bizerte après la révolution russe de 1917. Les habitants d'origine européenne et la petite communauté juive ont quitté la ville progressivement avec l'indépendance de la Tunisie (20 mars 1956), le départ des forces françaises stationnées dans la ville (15 octobre 1963) et la nationalisation des terres détenues par les colons (12 mai 1964).

### Pyramide des âges
| Hommes | Classe d’âge | Femmes |
| ------ | ------------ | ------ |
| 11,88  | 60 et +      | 12,33  |
| 12,17  | 50-59        | 11,12  |
| 13,9   | 40-49        | 14,28  |
| 15,35  | 30-39        | 16,26  |
| 14,88  | 20-29        | 15,69  |
| 7,25   | 15-19        | 7,16   |
| 7,32   | 10-14        | 6,9    |
| 8,1    | 5-9          | 7,37   |
| 9,4    | 0-4          | 8,76   |

## Politique et administration

### Maires

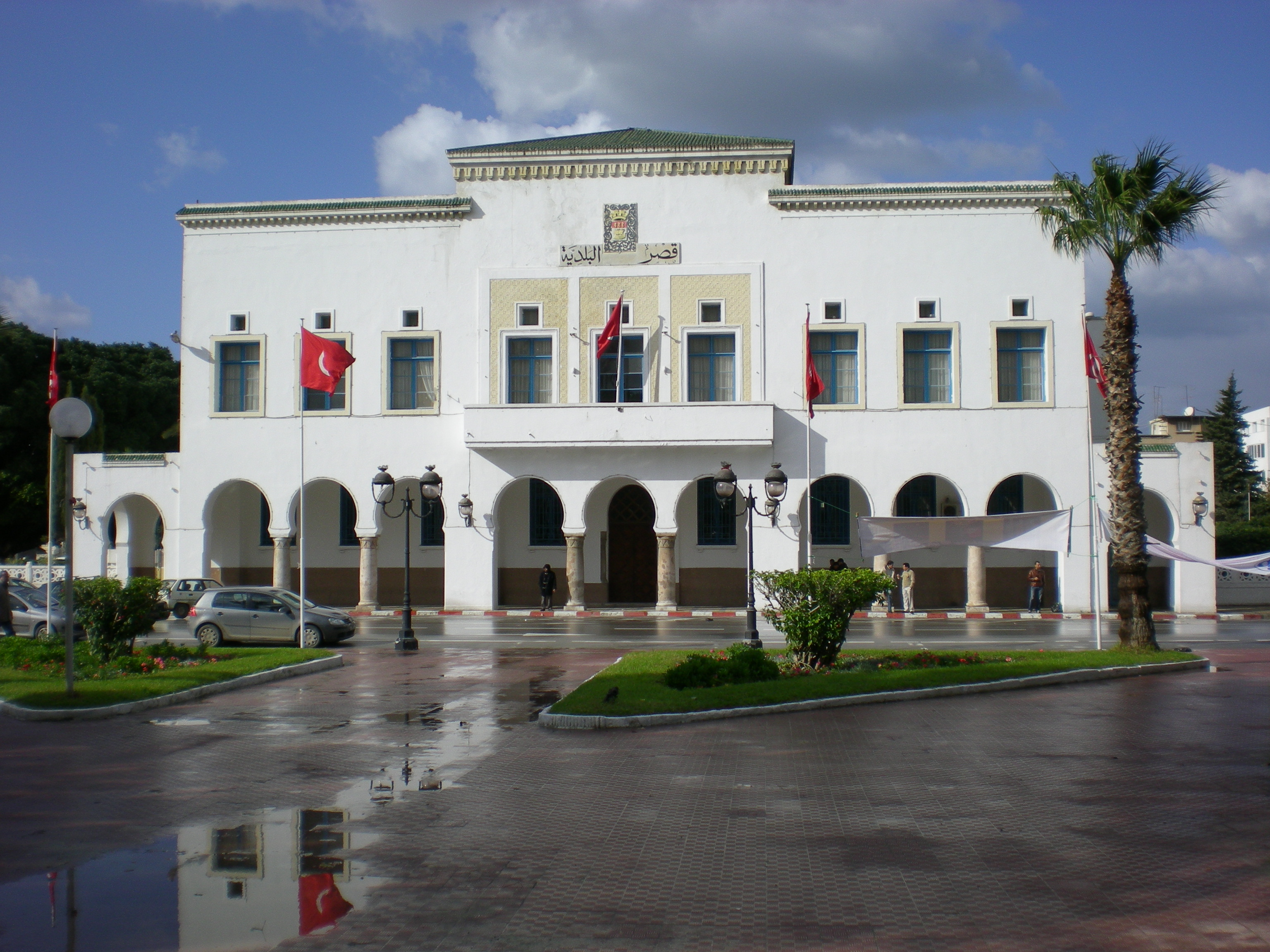
Hôtel de ville de Bizerte.

| Maire                    | Parti    | Début de mandat | Fin de mandat |
| ------------------------ | -------- | --------------- | ------------- |
| Abderrazek Chadli        |          | 1957            | 1960          |
| Rachid Taress            |          | 1960            | 1963          |
| Mohamed Karoui           |          | 1963            | 1966          |
| Mohamed Taress           |          | 1966            | 1972          |
| Mahmoud Sifaoui          |          | 1971            | 1966          |
| Mohamed Sadok Bellakhoua |          | 1971            | 1975          |
| Kamel Belkahia           |          | 1975            | 1981          |
| Mohamed Hédi Tborbi      |          | 1981            | 1985          |
| Hamadi Ben Hamed         |          | 1985            | 1988          |
| Mohamed Louatti          |          | 1988            | 1991          |
| Taher Saïd Lassouad      |          | 1991            | 1995          |
| Mohamed Moncef Sifaoui   |          | 1995            | 2000          |
| Moncef Ben Gharbia       |          | 2000            | 2010          |
| Zouhaïr Rebaï            |          | 2010            | 2011          |
| Mohamed Salah Fliss      | -        | 2011            | 2012          |
| Mohamed Riadh Lazzem     |          | 2012            | 2017          |
| Hamadi Ben Amor          |          | 2017            | 2018          |
| Kamel Ben Amara          | Ennahdha | 2018            | 2022          |

### Élections municipales
À la suite des élections municipales de 2018, Kamel Ben Amara (Ennahdha) est élu maire de la ville pour un mandat courant jusqu'en 2023.
| Ville   | Ennahdha | Nidaa Tounes | Courant démocrate | Front populaire | Autres partis | Listes indépendantes | Total | Maire élu       |
| ------- | -------- | ------------ | ----------------- | --------------- | ------------- | -------------------- | ----- | --------------- |
| Ville   |          |              |                   |                 |               |                      | Total | Maire élu       |
| Bizerte | 13       | 6            | 0                 | 3               | 12            | 2                    | 36    | Kamel Ben Amara |

### Maillage administratif
Bizerte est le chef-lieu du gouvernorat de Bizerte, divisé en 14 délégations et 16 municipalités et 102 imadas.

## Infrastructures

### Projet français

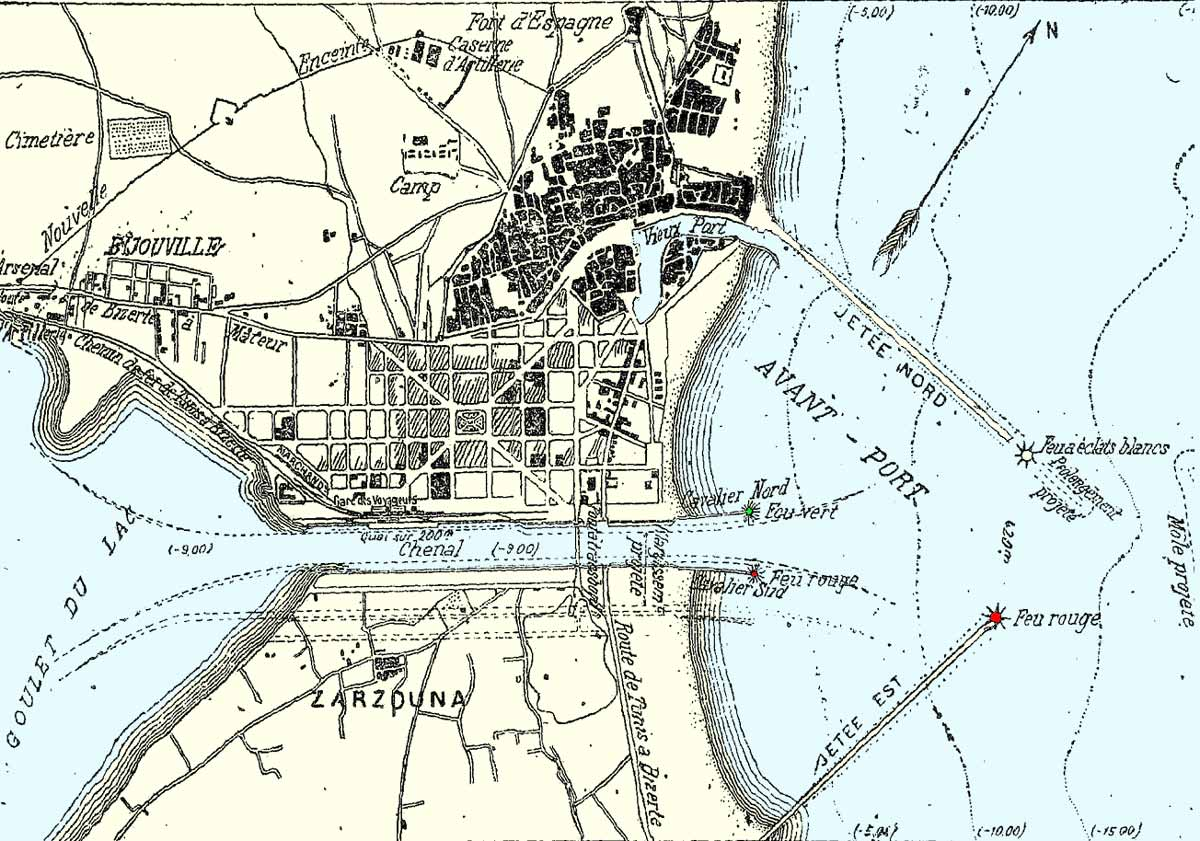
Plan du canal en 1906.

Avant les travaux menés par les Français, la communication entre le lac et la mer est établie par deux canaux prenant leur origine dans le vieux port et se rejoignant avant d'atteindre le lac. Leurs contours donnent un aspect original à Bizerte qui est surnommée la « Venise africaine » avec son « pont des Soupirs ». Ces deux canaux envasés et n'ayant qu'une profondeur de un à deux mètres ne peuvent être facilement utilisés pour la navigation de grands navires.
Aussi les nouvelles autorités du protectorat eurent l'idée de couper l'isthme de sable qui sépare le lac de la mer et de créer un nouveau chenal et un nouveau port à l'est de la ville. Le chenal mesurera 800 à 900 mètres de long, cent mètres de large et neuf mètres de profondeur afin que le nouveau port puisse devenir le plus important de Tunisie et le quatrième de l'Afrique française après Oran, Philippeville et Bône. L'amiral Théophile Aube, pendant son passage au ministère de la marine, projette de transformer le vieux port mais ne peut que faire opérer quelques dragages et c'est en 1890 que commencent les travaux concédés à la maison Hersent et Couvreux pour mettre en communication le lac avec la mer et transformer la rade en un abri sûr. Dans ce but, on décide de construire deux grandes jetées, d'une longueur d'environ un kilomètre chacune, protégeant une étendue de littoral de 1,8 kilomètre et formant un avant-port d'une superficie de plus de cent hectares.
Entre les musoirs des deux jetées, une ouverture de 400 mètres permet l'entrée simultanée et facile de plusieurs navires. Pour accomplir cet important travail, la Société du port de Bizerte utilise la carrière d'Aïn Meriem, située à quatre kilomètres au nord de la ville, qui fournit les blocs de granit qu'un chemin de fer à voie étroite amène jusque sur la digue. Les jetées, une fois terminées, protègent l'entrée du chenal contre les tempêtes et l'envasement.

### Rôle économique
Bizerte possède un port de plaisance, un port de pêche ainsi qu'un port de commerce.

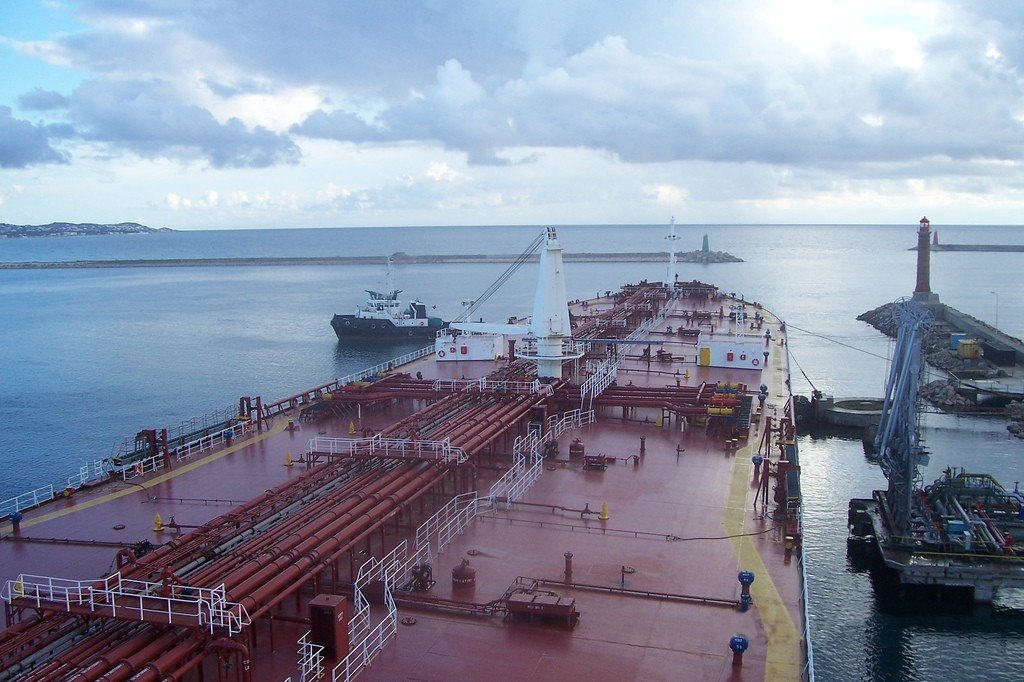
Pétrolier dans le port de Bizerte.

Favorisé par sa position stratégique sur l'axe traversant la mer Méditerranée et le développement des zones industrielles de la région (Menzel Bourguiba, Menzel Jemil et Utique), le port de commerce de Bizerte a vu transiter 438 navires et 5 536 680 tonnes de marchandises en 2022 dont la quasi-totalité dans le cadre du trafic international. Près des deux tiers des marchandises sont destinés à l'Europe et près des deux tiers sont constitués d'hydrocarbures en raison de la proximité avec la raffinerie de pétrole de Zarzouna.
L'accès au quai de commerce et au bassin de Menzel Bourguiba se fait par un canal, traversé par le pont mobile, large de 75 mètres et disposant d'un tirant d'air de 13 mètres. Par ailleurs, avec ses quatre bassins de radoub sur le lac de Bizerte et leurs installations, le chantier naval présente des avantages comparatifs par rapport aux chantiers du nord de la Méditerranée grâce à une main d'œuvre qualifiée et à un coût compétitif.
En outre, la proximité du réseau ferroviaire, l'accès à l'autoroute Tunis-Bizerte ainsi que la voie rapide reliant Menzel Bourguiba à Bizerte confèrent au site les atouts d'un port moderne. Alors que Bizerte est la plus grande base aérienne de Tunisie, elle s'est tournée vers le tourisme, malgré la forte présence de l'armée tunisienne, mais n'a pas réussi à s'ériger complètement en pôle touristique. Au XXIe siècle, la ville se dote d'un pôle de tourisme de plaisance avec Marina Cap 3000 en cours d'achèvement.
Doté d'une croisette qui compte plus de 800 anneaux pour des yachts allant jusqu'à 110 mètres de long, le port offre des parkings souterrains pour environ 500 voitures et deux chantiers navals. À cela s'ajoute une résidence haut standing de 48 000 m2 comprenant des appartements, un complexe commercial et un aquarium.

## Transport

### Transport routier

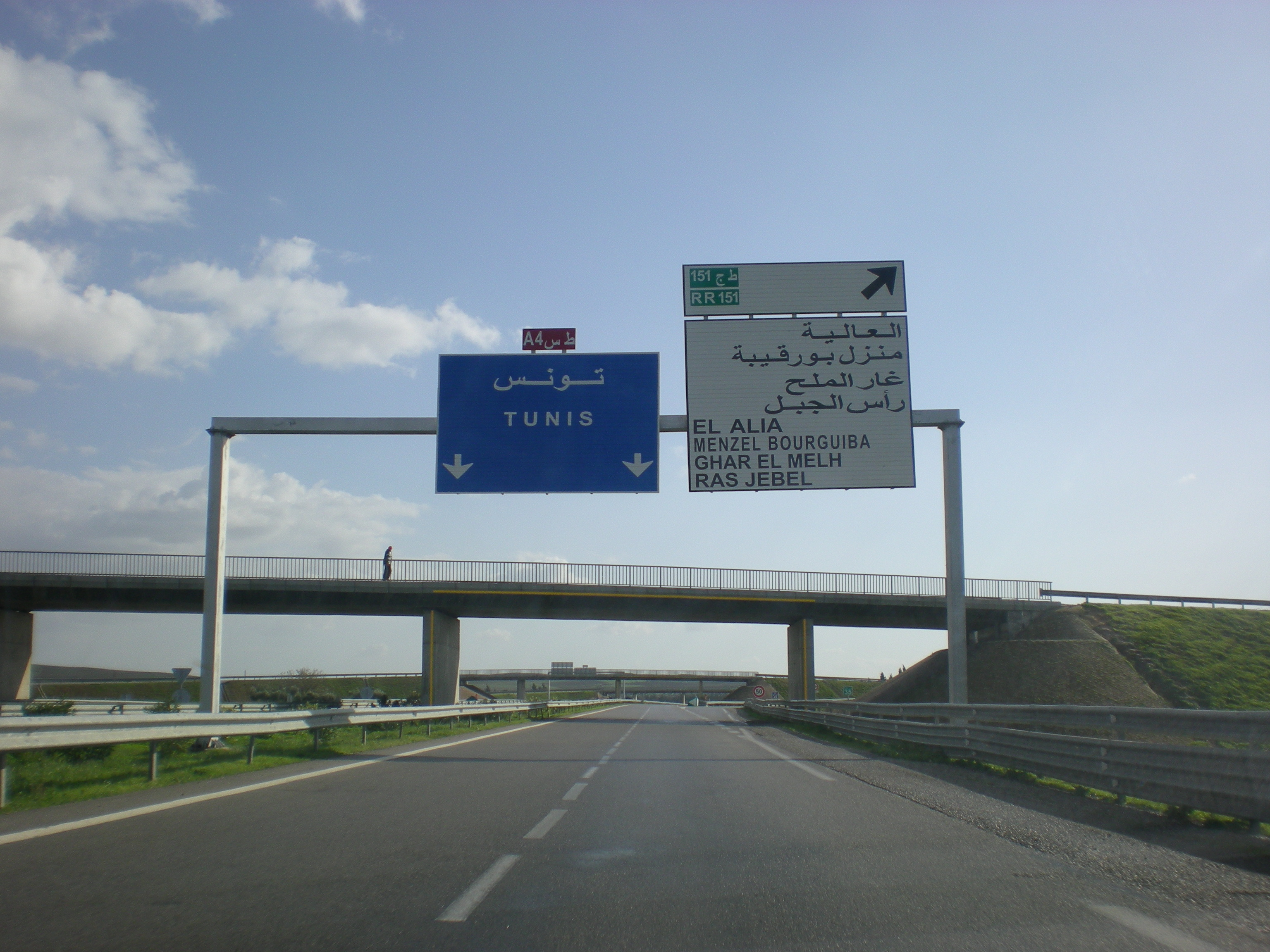
Autoroute A4 qui relie Bizerte à Tunis.

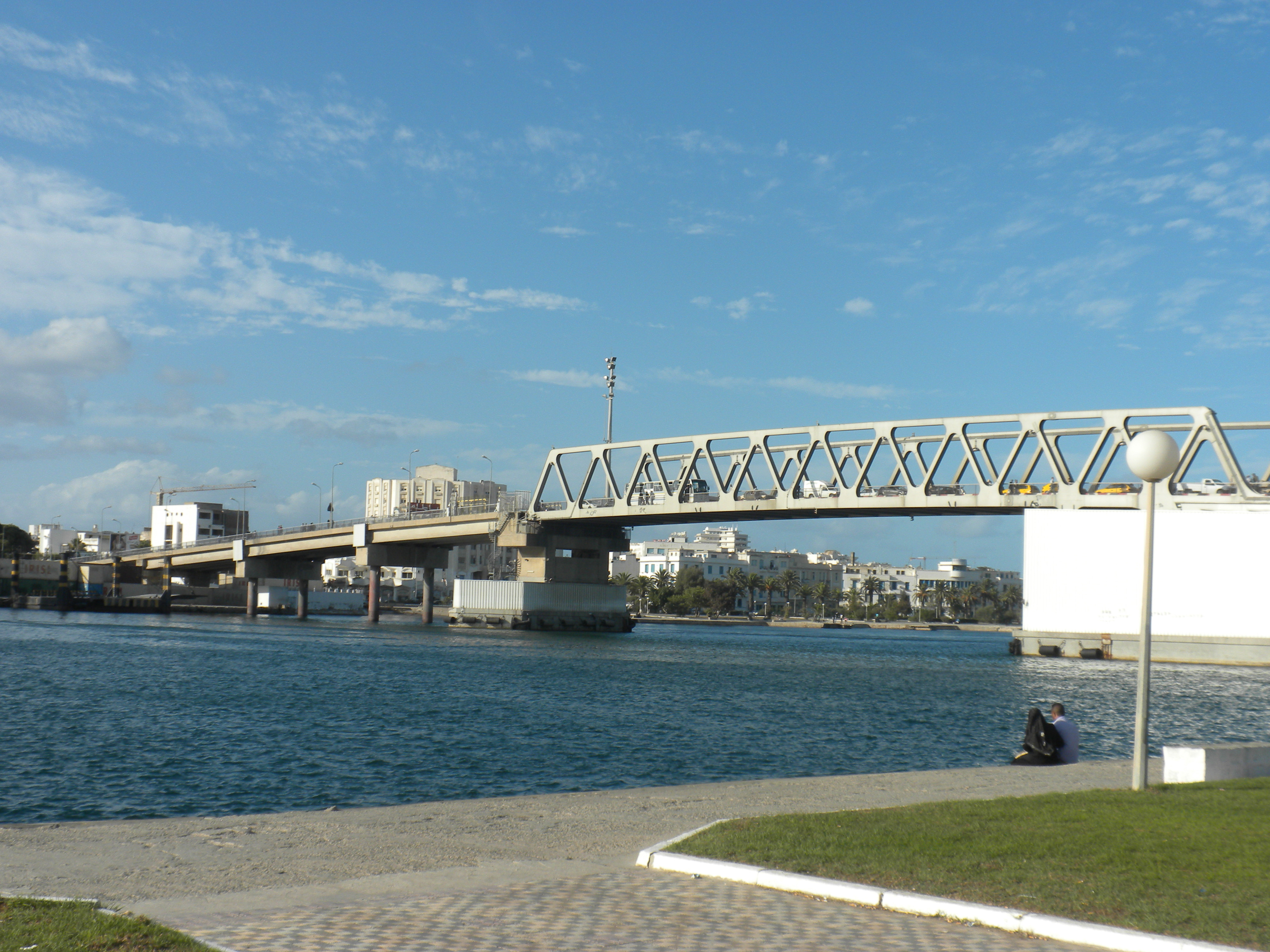
Vue de l'actuel pont de Bizerte.

Bizerte présente plusieurs atouts grâce à ses nombreuses infrastructures. Elle est en effet reliée à la capitale par une autoroute de 51 kilomètres qui permet à la ville d'être à moins de 45 minutes de Tunis. Elle est également reliée par une voie rapide à Menzel Bourguiba et à son chantier naval.
Un nouveau pont, pour un coût estimé à 800 millions de dinars, doit s'étendre sur une distance de 2,7 kilomètres au-dessus du canal à l'horizon de 2024.

### Transport en commun
La ville de Bizerte est desservie par la Société régionale de transport de Bizerte (SRT Bizerte), une entreprise publique de transport qui assure les voyages et les transports par autobus à travers tout le gouvernorat de Bizerte.

### Transport aérien

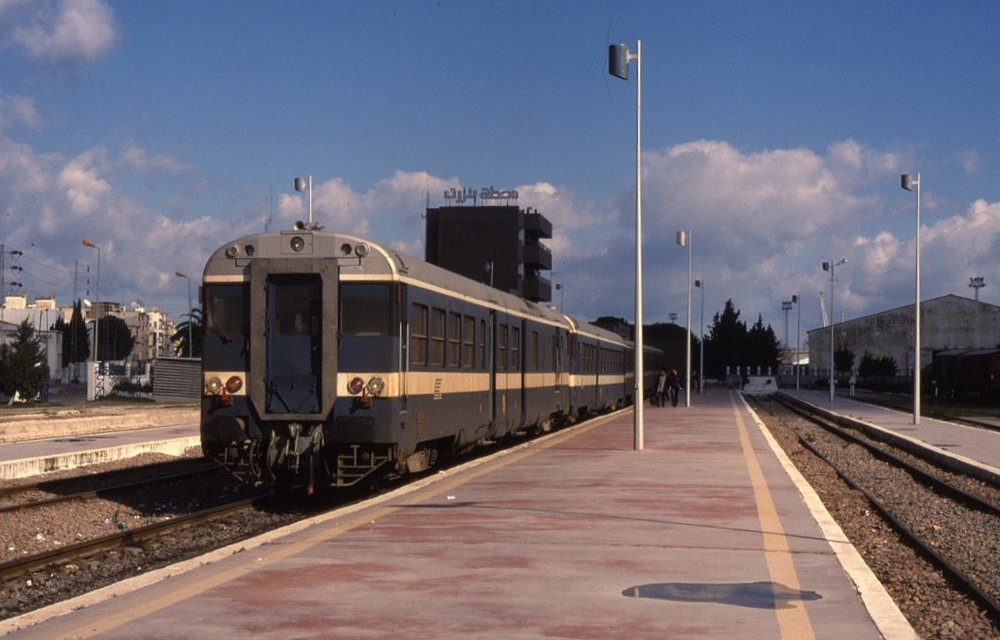
Train en gare de Bizerte.

La ville de Bizerte ne possède pas d'aéroport propre mais elle est située à une soixantaine de kilomètres de l'aéroport international de Tunis-Carthage et à une centaine de kilomètres de l'aéroport international de Tabarka-Aïn Draham. En 2018, le ministère du Transport annonce un projet de nouvel aéroport international à Bizerte qui pourrait être opérationnel en 2030.

### Transport ferroviaire
La ville de Bizerte est desservie par la ligne Djedeida-Bizerte. L'étude d'un projet de ligne ferroviaire vers Sejnane et Tabarka est lancé en 2017.

## Santé

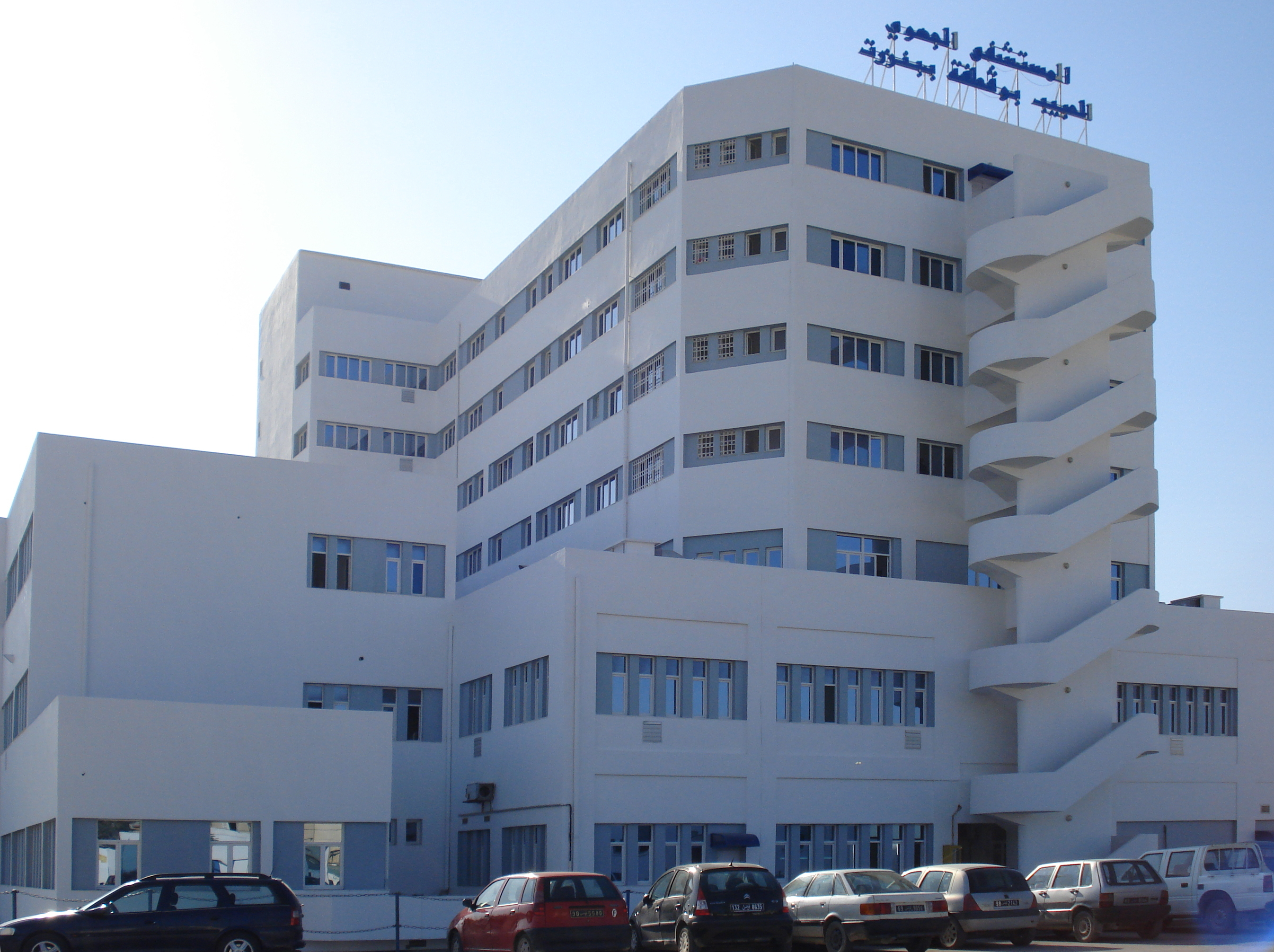
Vue de l'hôpital Habib-Bougafta.

Bizerte dispose d'un hôpital militaire fondé en 1983. La ville est aussi desservie par l'hôpital universitaire Habib-Bougatfa.

## Culture

### Éducation

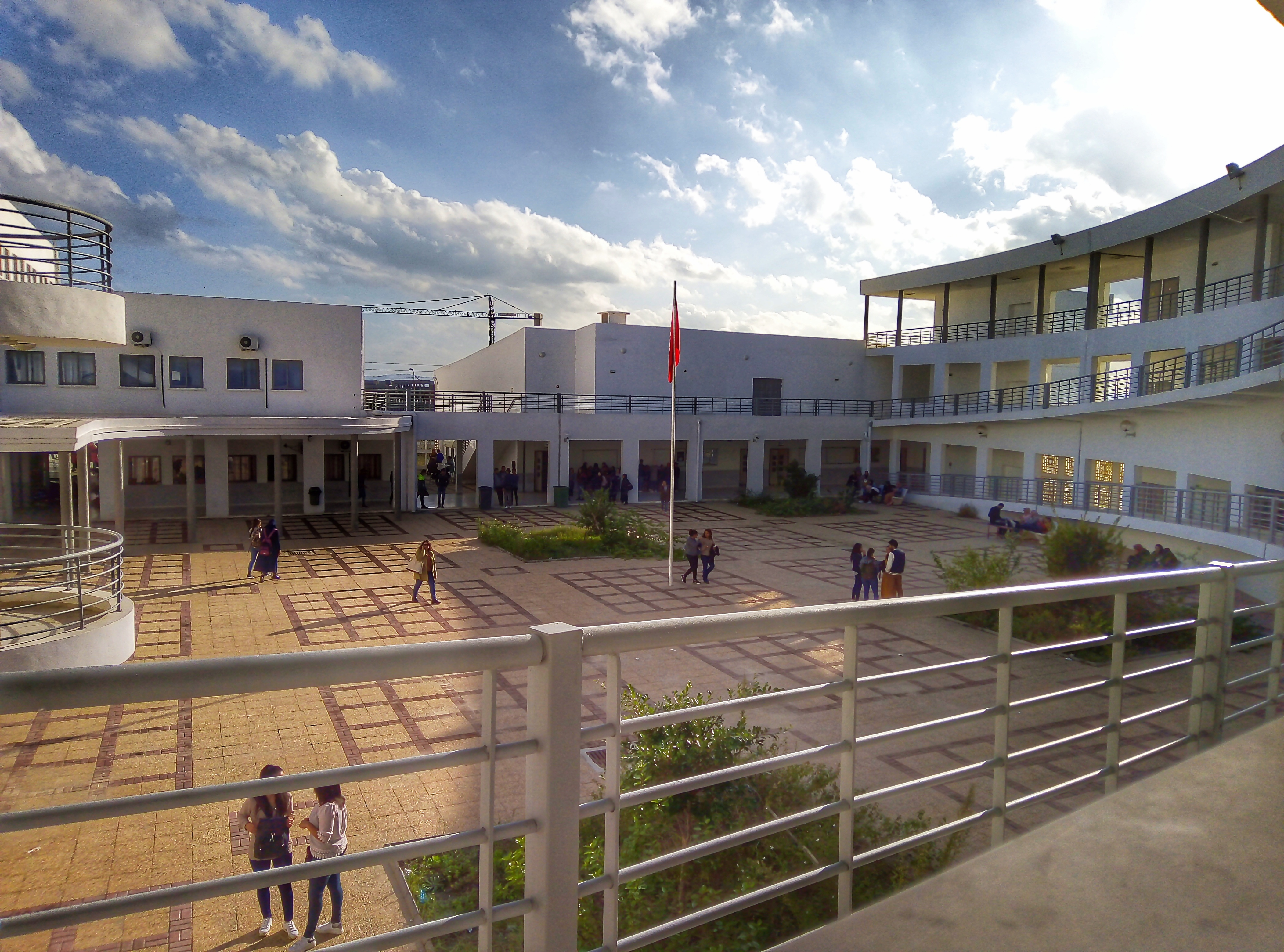
Vue de la cour de l'ISG.

La ville de Bizerte est le siège de l'Institut supérieur de gestion (ISG), de l'Institut préparatoire aux études d'ingénieurs de Bizerte ainsi que de la faculté des sciences à Zarzouna.

### Gastronomie

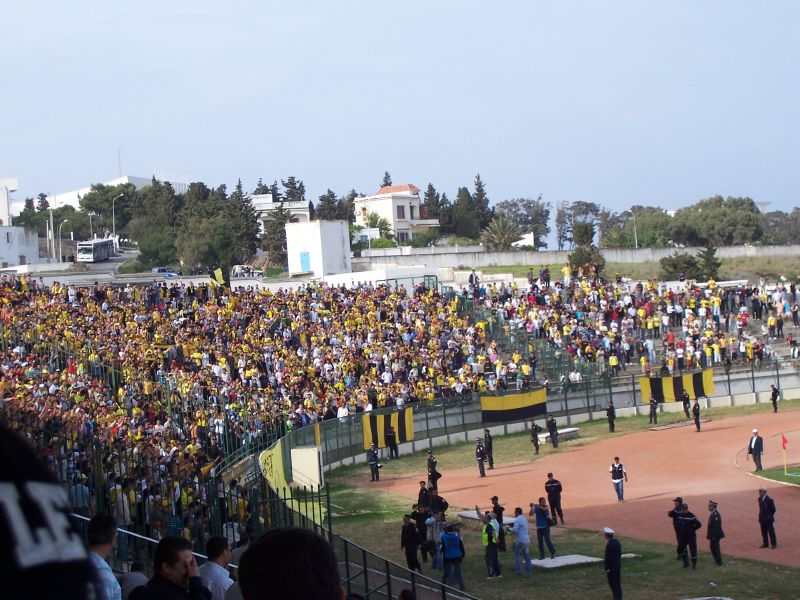
Supporters du CAB.

La ville du canal est connue par sa gastronomie, avec notamment la makrouna abri (dite aussi makrouna diari), le tlaytou, la rechata hlow, la boughaja et le knef.

## Sport
Le club qui représente la ville de Bizerte est le Club athlétique bizertin (CAB), un club omnisports qui évolue dans de nombreux sports collectifs comme le football avec une équipe évoluant en Ligue I, le handball et le basket-ball. Le CAB joue au stade du 15-Octobre, un stade d'une capacité de 20 000 places.

## Jumelages
La municipalité de Bizerte a signé des accords de coopération et de jumelage avec diverses villes à travers le monde :
| Ville | Ville                           | Pays | Pays      | Période                   |
| ----- | ------------------------------- | ---- | --------- | ------------------------- |
|       | Annaba                          |      | Algérie   |                           |
|       | Communauté urbaine de Dunkerque |      | France    | depuis 2007               |
|       | Kalamáta                        |      | Grèce     | depuis le 22 juin 1997    |
|       | Kherson                         |      | Ukraine   |                           |
|       | Nador                           |      | Maroc     |                           |
|       | Niš                             |      | Serbie    |                           |
|       | Palerme                         |      | Italie    | depuis le 6 mars 2000     |
|       | Port-Saïd                       |      | Égypte    | depuis le 13 janvier 1977 |
|       | Rostock                         |      | Allemagne |                           |
|       | Saint-Cyr-sur-Mer               |      | France    |                           |
|       | Saint-Pétersbourg               |      | Russie    | depuis le 29 mai 2014     |
|       | Samsun                          |      | Turquie   | depuis le 6 juin 2013     |
|       | Tanger                          |      | Maroc     | depuis le 6 août 1976     |

La ville de Bizerte participe d'autre part à un programme de réhabilitation des centres historiques avec Clermont-Ferrand (France), Marrakech (Maroc) et Braga (Portugal) et entretient des relations privilégiées avec Toulon (France). Il existe également une rue de Bizerte dans le 17e arrondissement de Paris (France).